# Едвард Флінн
Едвард Флінн (англ. Edward Flynn нар. 25 жовтня 1909 — 7 лютого 1976) — американський боксер, олімпійський чемпіон 1932 року. 

## Аматорська кар'єра
Олімпійські ігри 1932
- 1/2 фіналу. Переміг Луїса Сарделла (Аргентина)
- 1/4 фіналу. Переміг Діка Бартона (Південно-Африканська Республіка)
- 1/2 фіналу. Переміг Дейва Маккліва (Велика Британія)
- Фінал. Переміг Еріха Кампе (Німеччина)